# التعليم خلال الانتفاضة الأولى
خلال الانتفاضة الأولى في فلسطين، من عام 1987 إلى عام 1991، أمرت الحكومة الإسرائيلية مرارا وتكرارا بإغلاق جميع المدارس الفلسطينية تقريبا لفترات زمنية مختلفة، بما في ذلك جميع الجامعات الفلسطينية. وبررت الحكومة أوامرها بالمشاركة الواسعة للشباب الفلسطيني في المظاهرات، قائلة إن المدارس أصبحت بؤراً للاضطرابات وإلقاء الحجارة. وأصبح إغلاق المدارس موقعًا رئيسيًا للمقاومة اللاعنفية بين الفلسطينيين، حيث قامت اللجان الشعبية بتنظيم مجموعة متنوعة من الفصول الدراسية البديلة تحت الأرض. وبدورها حظرت الحكومة الإسرائيلية هذه الفصول الدراسية تحت الأرض واستهدفتها بحملات قمع إسرائيلية، مما تسبب في نهاية المطاف في حدوث اضطرابات كبيرة في تعليم العديد من الشباب الفلسطيني.
وتقول ياميلا حسين من منظمة المعلم الراديكالي إنه "خلال انتفاضة عام 1987، أصبح التعليم الفلسطيني – الرسمي وغير الرسمي – غير قانوني فعلياً حيث أغلقت إسرائيل المدارس والجامعات إلى أجل غير مسمى، وقام الجنود الإسرائيليون بمضايقة واعتقال الطلاب والمعلمين لمشاركتهم في فصول دراسية "سرية" أو حتى لحملهم الكتب".

## الخلفية
في 9 كانون الأول/ديسمبر 1987، اصطدم سائق شاحنة إسرائيلي بأربعة فلسطينيين في مخيم جباليا للاجئين مما أدى إلى مقتلهم. وأثارت هذه الحادثة أكبر موجة من الاضطرابات الفلسطينية منذ بدء الاحتلال الإسرائيلي في عام 1967: الانتفاضة الأولى. خلال المراحل المبكرة، تميزت الانتفاضة إلى حد كبير بحملة غير عنيفة، مع إجراءات شملت الإضرابات العمالية، والإضرابات الضريبية، ومقاطعة السلع الإسرائيلية، ومقاطعة المؤسسات الإسرائيلية، والمظاهرات، وإنشاء الفصول الدراسية والتعاونيات السرية، ورفع العلم الفلسطيني المحظور، والعصيان المدني. كانت هذه التحركات بقيادة قيادة لامركزية تتألف من المنظمات الشعبية لمنظمة التحرير الفلسطينية، مثل النقابات العمالية، ومجالس الطلاب، ولجان المرأة، والتي نظمت نفسها في القيادة الوطنية الموحدة للانتفاضة (UNLU)، والتي كانت في الغالب خارج السيطرة المباشرة لقيادة منظمة التحرير الفلسطينية، والتي كانت في الغالب في المنفى أو مسجونة (أو قُتلت على يد القوات الإسرائيلية على مدى السنوات السابقة).
ردت الحكومة الإسرائيلية على اندلاع الانتفاضة بحملة قمع قاسية، مع تعهد وزير الدفاع إسحاق رابين بقمعها باستخدام "القوة والجبروت والضرب"، بما في ذلك إصدار أوامر للجنود الإسرائيليين بكسر عظام المتظاهرين الفلسطينيين، وفرض إغلاق واسع النطاق على المدن الفلسطينية، والاعتقالات الجماعية، وهدم المنازل الفلسطينية. خلال المراحل الأخيرة من الانتفاضة، ومع إلحاق القمع الإسرائيلي أضراراً بالغة بالاقتصاد والمعنويات الفلسطينية، ومع محاولة قيادة منظمة التحرير الفلسطينية في المنفى فرض سيطرة أكبر على الانتفاضة يومياً، بدأت القيادة الوطنية الموحدة للجيش الفلسطيني تفقد السيطرة على الانتفاضة وأصبحت الانتفاضة أكثر عنفاً خلال مراحلها الأخيرة، بما في ذلك العنف السياسي الداخلي الفلسطيني ضد المتعاونين المزعومين. وبحلول نهاية الانتفاضة، كان قد قتل أكثر من ألف فلسطيني وأصيب أكثر من مائة ألف آخرين على يد القوات الإسرائيلية، كما قتل الفلسطينيون نحو مائتي إسرائيلي. انتهت الانتفاضة الأولى بعدة مفاوضات سلام رفيعة المستوى، بما في ذلك مؤتمر مدريد عام 1991 واتفاقيات أوسلو عام 1993.

## التعليم الابتدائي والثانوي

### إغلاق المدارس
خلال الانتفاضة الأولى، لعب الشباب الفلسطيني دوراً كبيراً في المظاهرات، وشارك العديد منهم في كتابة الشعارات على الجدران وإلقاء الحجارة على جنود الاحتلال الإسرائيلي. في مقال له في مجلة إن دبليو إس إيه، ذكر توماس م. ريكس أن "ساحات المدارس الحكومية كانت مراكز للمظاهرات اليومية، حيث كانت القوات الإسرائيلية تصل إليها وتطلق الغاز المسيل للدموع والطلقات التحذيرية فوق رؤوس الفتيات لوقف الهتافات والتصفيق. وغالباً ما كانت طالبات المدارس الثانوية يسرعن إلى الفصول والقاعات الدراسية لتجنب " الرصاص المطاطي " والذخيرة الحية وقنابل الغاز المسيل للدموع. كانت معظم الفتيات تقريبًا يحملن البصل وزجاجات المياه والمناديل للوقاية من آثار الغاز المسيل للدموع".
ردًا على مشاركة الشباب في الانتفاضة، أصدرت الحكومة الإسرائيلية أوامر متكررة بإغلاق بعض المدارس الابتدائية والثانوية الفلسطينية، قائلة إن إغلاق المدارس من شأنه أن يمنع الشباب من التجمع والتنظيم، وبالتالي من شأنه أن يمنع الاضطرابات والعنف. وفي بعض الأحيان فرضت الحكومة الإسرائيلية أيضًا أوامر شاملة تجبر جميع المدارس في جميع أنحاء الأراضي الفلسطينية على الإغلاق، بدءًا من أواخر ديسمبر/كانون الأول 1987. كما أمرت الحكومة الإسرائيلية بإغلاق المدارس الفلسطينية بشكل متكرر عندما فرضت حظر التجول على المدن الفلسطينية، مما أدى إلى حصر جميع السكان في منازلهم. وكانت المدارس العامة في مختلف أنحاء الأراضي الفلسطينية ومدارس الأونروا في مخيمات اللاجئين الفلسطينيين هدفاً خاصاً لأوامر الإغلاق، حيث اعتُبرت المدارس الخاصة والدينية تفرض انضباطاً أكثر صرامة على تلاميذها. استولى الجيش الإسرائيلي على بعض المباني المدرسية بعد أن أمر بإغلاقها، واستخدمها الجيش كمراكز احتجاز مؤقتة.
في أوائل فبراير/شباط 1988، أمرت الحكومة الإسرائيلية بإغلاق جميع المدارس الفلسطينية تقريباً إلى أجل غير مسمى، زاعمة أن الأمر ضروري لمنع المزيد من الاضطرابات. وستظل المدارس مغلقة لمدة أربعة أشهر، حتى شهر يونيو/حزيران، عندما سمحت الحكومة الإسرائيلية بإعادة فتحها، مدعية أن الانتفاضة فقدت زخمها.
في أوائل يوليو 1988، أمرت الحكومة الإسرائيلية مرة أخرى بإغلاق جميع المدارس الفلسطينية لمدة ثلاثة أيام، استجابة لدعوات القيادة الوطنية الموحدة للمدارس الفلسطينية للإضراب العام ولإعادة تسمية المدارس الفلسطينية بأسماء فلسطينية أكثر.
وفي أواخر يناير/كانون الثاني 1989، أمرت الحكومة الإسرائيلية بإغلاق جميع المدارس الفلسطينية في كل من الضفة الغربية وقطاع غزة إلى أجل غير مسمى، كجزء من التحرك لزيادة قوة الحملة على الانتفاضة. تعهد وزير الدفاع إسحاق رابين بإغلاق "المدارس التي تكرر إلقاء الحجارة، وأقصد المدارس الثانوية، وقد أغلقنا بالفعل عدة مدارس"، بينما صرّح العميد أرييه راموت قائلاً: "أعلم أن بعض الأطفال يفعلون ذلك للتسلية. لكن من المهم جدًا أن يراقب الآباء أطفالهم لأن إلقاء الحجارة اليوم قد يؤدي إلى عقوبة شديدة للغاية".
في أواخر يوليو/تموز 1989، سمحت الحكومة الإسرائيلية للمدارس الفلسطينية بإعادة فتح أبوابها لأول مرة منذ ستة أشهر، بشرط أن تمنع المدارس التلاميذ من التظاهر. وأمر الجيش الإسرائيلي جنوده أيضًا بالابتعاد عن المدارس الفلسطينية في اليوم الذي أعادت فيه المدارس فتح أبوابها، بناءً على طلب من قادة التعليم الفلسطينيين. ولم تقع إلا مواجهات صغيرة بين جنود الاحتلال الإسرائيلي والتلاميذ في ذلك اليوم في بيت فجار، حيث أطلق جنود الاحتلال الإسرائيلي الغاز المسيل للدموع على مجموعة من تلاميذ المدرسة الابتدائية بعد أن رشق التلاميذ الجنود بالحجارة. وتزامن إعادة الافتتاح أيضًا مع إضراب عام في الأراضي الفلسطينية، مما تسبب في بعض الارتباك بين التلاميذ حيث دعت منظمة التحرير الفلسطينية التلاميذ إلى الانضمام إلى الإضراب بينما دعت حماس الطلاب إلى العودة إلى المدرسة.
وأُمرت جميع المدارس الفلسطينية بإغلاق أبوابها مرة أخرى من منتصف يناير/كانون الثاني إلى أواخر فبراير/شباط 1991، أثناء حرب الخليج في الكويت. وكانت إغلاقات حرب الخليج جزءاً من حظر تجول عام لمدة ستة أسابيع فرضته الحكومة الإسرائيلية على الأراضي الفلسطينية، حيث أمرت جميع الفلسطينيين بالبقاء في منازلهم. ولم يشمل حظر التجوال المستوطنين الإسرائيليين في الأراضي الفلسطينية، على الرغم من نصحهم بأن يكونوا في حالة تأهب قصوى تحسباً لهجمات صاروخية عراقية محتملة، وتم منحهم أقنعة غاز مجانية، وهو ما لم يُعرض على الفلسطينيين. ومع ذلك، ووفقًا لمنظمة هيومن رايتس ووتش، "أُغلقت المدارس الابتدائية والثانوية بشكل أقل تواترًا خلال بقية عام 1991 مقارنةً بالسنوات السابقة. وللمرة الأولى خلال الانتفاضة، سمحت السلطات العسكرية للمدارس بالبقاء مفتوحة في أشهر الصيف لتعويض الأيام الضائعة".

### الإضرابات والاحتجاجات المدرسية
وبالإضافة إلى الإغلاق القسري للمدارس، حرم التلاميذ الفلسطينيون خلال الانتفاضة الأولى أيضًا من عدة أيام من الدراسة بسبب مشاركتهم في الإضرابات العامة التي دعت إليها القيادة الوطنية الموحدة. وفي بعض الحالات، مثل الإضراب العام الذي نظمته حركة حماس غير التابعة للقيادة الوطنية الفلسطينية في مارس/آذار 1990، تم فرض المشاركة في الإضرابات من قبل عصابات من المسلحين الفلسطينيين.
في منتصف عام 1990، أصدرت الجبهة الوطنية الموحدة منشورًا يدعو فيه التلاميذ إلى إبقاء الاحتجاجات منفصلة عن تعليمهم.
صرح طالب ثانوي من بيت لحم، نقلاً عن صحيفة نيويورك تايمز في يوليو 1988، قائلاً: "لا يوجد جو مناسب للدراسة، مع وجود الجنود عند مداخل المدارس"، وقال عن زملائه الطلاب: "أين الآخرون؟ قُتل أحدهم بالرصاص خلال الانتفاضة، وأربعة في السجن، والستة الآخرون تحت حظر التجول في مخيم الدهيشة للاجئين. لا أحد في مزاج للدراسة". وصرح معلم من مدرسة المأمونية الثانوية في القدس الشرقية، نقلاً عن صحيفة نيويورك تايمز في أكتوبر 1988، قائلاً: "سيشعر الطلاب هنا بالتعاطف مع أصدقائهم في الضفة الغربية، وسيضربون".

### الفصول الدراسية البديلة والسرية
وفي محاولة لضمان قدرة الشباب الفلسطيني على الوصول إلى التعليم أثناء إغلاق المدارس، قام الفلسطينيون بتنظيم عدد من الفصول الدراسية البديلة تحت الأرض. في كتابها "المعلم الراديكالي"، وصفت ياميلة حسين شكلين رئيسيين من الفصول الدراسية البديلة التي نظمها الفلسطينيون أثناء الانتفاضة: التدريس البديل والتدريس الشعبي. ركزت نماذج التدريس البديلة، التي يقودها في الغالب معلمون من الأونروا ومعلمون من المدارس الخاصة، على التعلم عن بعد، وإنشاء مجموعات للدراسة الذاتية تعتمد على المنهج الدراسي المعتمد من إسرائيل ليستخدمها التلاميذ في المنزل، وعقد الامتحانات خارج ساحات المدارس كلما تم رفع حظر التجول في المدن. كان شكل التدريس الشعبي، الذي تقوده في الأغلب اللجان الشعبية اللامركزية التابعة للقيادة الوطنية الموحدة، يتضمن قيام أعضاء المجتمع بإعطاء دروس مخصصة للشباب في مجتمعهم في مجال عملهم، وركز على فلسطنة الدروس بدلاً من اتباع المنهج الدراسي المعتمد من قبل إسرائيل.

وتم تنفيذ مبادرات تعليمية شعبية في عدد من المواقع المخصصة، بما في ذلك غرف في المنازل والحدائق والمساجد والكنائس. كما كانت مبادرات التدريس الشعبية أيضًا بقيادة أعضاء المجتمع الذين لم يتلقوا تدريبًا رسميًا في التعليم، بما في ذلك الآباء وطلاب الجامعات المحلية. وصفت إحدى الفلسطينيات، التي كانت تلميذة في المدرسة خلال الانتفاضة، التدريس الشعبي في مجلة إن دبليو إس إيه: "كنا نذهب إلى منزل معلم الحي ونقضي أيامنا في دراسة التاريخ واللغة العربية والجغرافيا والرياضيات والأدب مع طلاب من المنطقة. كنا مزيجًا غريبًا من طلاب المدارس الحكومية والخاصة، نستخدم الكتب القديمة ودفاترنا للدروس، نقرأ بمستويات مختلفة، ونحل المسائل بطرق مختلفة، ونستمتع بشغف بمعلمينا وزملائنا الجدد. في بعض الأحيان، كان المعلم يُعتقل لامتلاكه مثل هذه المدارس، فكان علينا إيجاد معلم آخر أو أحد أولياء الأمور على استعداد لمساعدتنا في دروسنا." ووصف المتحف الفلسطيني في بيرزيت فصلًا دراسيًا شعبيًا تحت الأرض:
"في قرية كوبر، قامت مجموعة من 12-14 فردًا بتحويل عدد من الغرف القديمة إلى فصول دراسية، متنقلين من منزل إلى آخر، داعين الطلاب للانضمام إليهم. كانت المعلمات نساءً وأمهات من القرية لم يسبق لهن التدريس. كان الطلاب، الذين غالبًا ما يكونون من أعمار مختلفة في الفصل نفسه، يتناوبون على الحراسة لمراقبة وصول الجيش بحثًا عن التجمعات المحظورة.
كانت مرونة هذه المدارس أبرز دليل على جوهرها الثوري. على سبيل المثال، عندما كانت بعض الفتيات يتغيبن عن الحصص الدراسية لمساعدة عائلاتهن في الحقول، كان الفصل بأكمله ينتقل إلى هناك في كثير من الأحيان. كان محتوى الدروس الفعلية يشمل الزراعة وعلاقة المزارع بالأرض. كان الطلاب يتعاملون مع منشورات منظمات المقاومة، مثل الجبهة الوطنية الموحدة، كمواد للقراءة، ويستخدمونها كمواد تدريبية في قواعد اللغة العربية، ثم يناقشون محتواها في حصص العلوم السياسية.
كما ركزت مبادرات التدريس الشعبية على فلسطنة الدروس، ووضعت تركيزًا أكبر على تدريس الثقافة والتاريخ الفلسطيني مقارنة بالمناهج الدراسية المعتمدة في إسرائيل، مع السماح للتلاميذ بمزيد من الحرية لمناقشة الصراع الإسرائيلي الفلسطيني والشؤون الجارية. وفقًا لجويل برينكلي من صحيفة نيويورك تايمز، كتب أن "الحكومة الإسرائيلية لم تدرك أنه عندما تم تحرير 277000 طفل في مدارس الضفة الغربية من المناهج الدراسية الخاضعة لسيطرة شديدة والمُطهرة سياسياً، فإن العديد منهم سيذهبون بدلاً من ذلك إلى مدارس حرة وسرية تتجاهل جميع قواعد الحكومة. كان المعلمون في هذه المدارس – في الكنائس والمساجد وأقبية المنازل الخاصة – في كثير من الحالات يحاضرون الأطفال عن التاريخ الفلسطيني ويناقشون الأحداث الجارية بطريقة لم يتمكنوا من القيام بها من قبل، مما أدى على الأرجح إلى تأجيج الانتفاضة"

### حملة إسرائيلية على التعليم البديل
حظرت الحكومة الإسرائيلية كل من التدريس البديل والتدريس الشعبي، كما أعلنت اللجان الشعبية التابعة للقيادة الوطنية الموحدة كمنظمات إرهابية. واجه البالغون الفلسطينيون الذين شاركوا كمدرسين في مبادرات التدريس الشعبية تهديدات بالاعتقال والغرامات والنفي. كما قام الجيش الإسرائيلي بوضع المباني التي يشتبه في استخدامها كمواقع تعليمية شعبية تحت المراقبة المتزايدة، وزاد من الدوريات في الشوارع المحيطة لمنع التلاميذ من السفر إلى تلك المواقع. وفي مقال لها في مجلة المعلم الراديكالي، وصفت ياميلة حسين بعض التحركات التي اتخذتها الحكومة الإسرائيلية لقمع الفصول الدراسية السرية:
«أبلغ ضباط الجيش الإسرائيلي مديري المؤسسات التعليمية بأنه "لا يُسمح لهم تحت أي ظرف من الظروف" بالتدريس "في المنازل أو في أي مكان آخر". منعت إسرائيل الأونروا من خدمة آلاف الطلاب اللاجئين من الصف الأول إلى التاسع، محذرة الإدارة من أن توزيع أدوات التعلم على الأطفال يُعد "إجراءً أحادي الجانب" غير مقبول، ويخالف أمر الإغلاق. وبالمثل، أُمر مدير مدرسة "الأصدقاء" للبنين في رام الله بوقف توزيع أدوات التعلم. داهم جنود الاحتلال الغرف والمباني – بما في ذلك رياض الأطفال – التي تُقام فيها أنشطة تعليمية، وأغلقوها، وتحرشوا بالطلاب والمعلمين واحتجزوهم، وصادروا الكتب والمعدات.»
وعندما أصدرت الأونروا بياناً رسمياً تشكو فيه من أن الحكومة الإسرائيلية تعيق محاولاتها لتوزيع حزم الدراسة الذاتية، ادعى متحدث باسم البعثة الدائمة لإسرائيل لدى الأمم المتحدة أن الحكومة الإسرائيلية تريد إعادة فتح المدارس "على الأقل بقدر ما تريد الأمم المتحدة"، ولكن "الحقيقة هي أنه عندما يجتمع كل الأطفال معاً، يأتي المحرضون ويقومون بعمل جماعي في وقت قصير".
ونتيجة للحملة الإسرائيلية، توقفت معظم الجهود المبذولة في مجال التعليم البديل إلى حد كبير بحلول نهاية عام 1989.

### ردود الفعل من الفلسطينيين
وينظر الفلسطينيون على نطاق واسع إلى إغلاق المدارس على أنه عقاب جماعي ومحاولة لحرمان الفلسطينيين من الوصول إلى التعليم. كما اعتبر الفلسطينيون إغلاق المدارس وسيلة للتلاعب بالقيمة العالية التي توليها الثقافة الفلسطينية للتعليم، حتى تتمكن الحكومة الإسرائيلية من إجبار الشباب الفلسطيني على الاختيار بين التعليم أو تقرير المصير الفلسطيني. في منشور صدر في مارس 1988، ادعت القيادة الوطنية الموحدة للانتفاضة أن "أحد الركائز الأساسية للسياسة الصهيونية هو جعل شعبنا جاهلاً وحرمانه من أبسط الحقوق المنصوص عليها في الاتفاقيات الدولية، وهو الحق في التعليم".
في تقرير صدر في ديسمبر/كانون الأول 1988، اتهمت منظمة الحق الفلسطينية غير الحكومية المعنية بحقوق الإنسان الحكومة الإسرائيلية بمحاولة "تقويض البنية التحتية المؤسسية للسكان الفلسطينيين في الأراضي المحتلة"، من خلال تدابير مثل إغلاق المدارس، وإغلاق المنظمات المجتمعية الأخرى، والعقوبات الاقتصادية ضد الشركات الفلسطينية.

### ردود الفعل من الإسرائيليين
في مايو 1989، ادعى رابين أن عمليات الإغلاق كانت ضرورية، لأنه "بمجرد فتح المدارس، فإن المواجهة بين الأطفال والتلاميذ والفتيات والقوات العسكرية الإسرائيلية تزيد من عدد الضحايا بين الشباب"، قائلاً إنه "بدلاً من إبقاء المدرسة مفتوحة وسقوط العديد من الضحايا الشباب" كان من الأفضل "إيقاف الدراسة وإنقاذ الضحايا". ادعى أسعد عريضة من الإدارة المدنية الإسرائيلية أن إغلاق المدارس جاء بناءً على طلب الفلسطينيين، قائلاً إن "العديد من الآباء طلبوا منا إغلاقها لأن أطفالهم أصيبوا بجروح".
وفي أكتوبر/تشرين الأول 1988، عقد اتحاد المعلمين التابع للهستدروت الإسرائيلي اجتماعاً مع رابين لحثه على إنهاء إغلاق المدارس الفلسطينية. في مايو/أيار 1989، وقعت مجموعة من 400 أستاذ جامعي إسرائيلي على رسالة مفتوحة تطالب الحكومة الإسرائيلية بإعادة فتح المدارس الفلسطينية، متهمين الحكومة بالعقاب الجماعي.

### ردود الفعل الدولية
في مايو 1989، دعا وزير الخارجية الأمريكي جيمس بيكر الحكومة الإسرائيلية إلى إعادة فتح المدارس في خطاب ألقاه أمام لجنة الشؤون العامة الأمريكية الإسرائيلية. وفي أعقاب إعادة فتح المدارس الفلسطينية في يوليو/تموز 1989، أقر مجلس الشيوخ الأميركي اقتراحاً من السيناتور جون تشافي يدعو فيه إسرائيل إلى عدم إغلاق المدارس الفلسطينية في المستقبل. وقد تم تمرير اقتراح مماثل من قبل النائب هوارد سي نيلسون ‏ في نفس الوقت من قبل مجلس النواب الأمريكي. اتهم السيناتور مارك هاتفيلد، وهو مدرس سابق وحاكم ولاية أوريغون، الحكومة الإسرائيلية "بتبديد أسس الثقة والتعاون الأساسية بتجاهلها آمال وأحلام عشرات الآلاف من الأطفال"، مضيفًا: "أخشى أن بعض المسؤولين في الحكومة الإسرائيلية ما زالوا يعتقدون، خلافًا للقانون الدولي، أن المدارس يمكن فتحها وإغلاقها حسب الرغبة — بإرادة سياسية. إذا لم يتمكن هؤلاء الأطفال من التعلم في المدرسة، فمن المؤكد أنهم سيتعلمون في الشوارع. لكن الدروس التي سيتعلمونها لن تكون القراءة والكتابة والحساب، بل ستكون دروسًا في الكراهية والعنف".
في يونيو/حزيران 1989، أصدرت الدول الأعضاء في الجماعة الاقتصادية الأوروبية بياناً مشتركاً أعربت فيه عن "قلقها الشديد" إزاء إغلاق المدارس، وقالت إنها "تعتبر هذا الإجراء، الذي يتعارض مع الحق الأساسي في التعليم، يهدد مستقبل جيل كامل من الشباب الفلسطينيين".

### التأثير
وكان لإغلاق المدارس والحملة على التعليم البديل تأثير سلبي كبير على الشباب الفلسطيني وتعليمهم. حذّر مسؤول الأمم المتحدة، رولف فان أوي، في مايو/أيار 1989 من أن "لدينا الآن آلاف الأطفال الأميين في سن الثامنة". ونقلت صحيفة نيويورك تايمز عن مدير مدرسة ثانوية في الضفة الغربية قوله في مايو/أيار 1989 إن الإغلاقات "تخلق جيلاً كاملاً من الطلاب الذين لن يحصلوا على تعليم مناسب. العملية الأكاديمية برمتها تُدمر، وسنعاني لعشرة أو خمسة عشر عاماً".
كما كان لإغلاق المدارس وانهيار قيادة الحركة الوطنية الموحدة تأثير كبير على أجواء الفصول الدراسية بمجرد السماح للمدارس بإعادة فتح أبوابها في المراحل الأخيرة من الانتفاضة، حيث عانى العديد من المعلمين من فقدان السلطة على التلاميذ وزيادة الغش في الاختبارات. كما عانى العديد من المعلمين الفلسطينيين من انخفاض كبير في الدخل، حيث لم تصدر الإدارة المدنية الإسرائيلية سوى رواتب جزئية أثناء الإغلاق، واضطروا إلى البحث عن وظائف أخرى.
وواجهت المدارس التي استولى عليها الجيش الإسرائيلي صعوبات في استعادة مرافقها بعد السماح لها بإعادة فتح أبوابها، بسبب أعمال التخريب التي خلفها الجنود الإسرائيليون. في إحدى المدارس التي وصفها جويل جرينبرج من صحيفة جيروزالم بوست : "شاهد المراسلون الذين زاروا مدرسة خلدونية في نابلس نوافذ ومكاتب وكراسي وخزائن محطمة؛ وكتابات معادية للعرب وشعارات وحدات جيش الاحتلال الإسرائيلي مرسومة ومقطوعة على الجدران؛ ومعدات مختبرية محطمة وبراز في الحمامات والغرف المجاورة".
وقد تفاقم إغلاق المدارس بسبب التأثيرات الأوسع نطاقًا للانتفاضة على الشباب. لقد أصيب العديد من الشباب الفلسطيني بإصابات خطيرة على أيدي القوات الإسرائيلية خلال الانتفاضة، وأصيب بعضهم بإعاقات دائمة. كما أن الجمع بين الإضرابات المتكررة التي شهدتها الانتفاضة، والقمع الإسرائيلي للانتفاضة، وانهيار الاقتصاد الفلسطيني، أدى إلى الحد بشكل كبير مما يمكن للشباب الفلسطيني أن يفعله خلال أيامهم. كتب جويل برينكلي من صحيفة نيويورك تايمز في ديسمبر 1989: "يقضي العديد من الشباب الفلسطيني أوقات فراغهم في السخرية من الجنود أو رشق سيارات المستوطنين بالحجارة. ولكن بينما يكون أطفالهم في الخارج، لا يملك معظم البالغين خيارًا سوى الجلوس في منازلهم ومشاهدة التلفزيون أو التحديق في الجدران. ومن الحقائق التي تُغفل عن الانتفاضة أنها بالنسبة لمعظم الفلسطينيين مملة للغاية. لم تعد هناك دور سينما في الضفة الغربية أو غزة، ولا حدائق، ولا مسابح، ولا ملاعب. وبسبب الإضرابات التجارية، أُغلقت جميع الحانات والمطاعم تقريبًا. ونادرًا ما تُقدم الفرق المسرحية عروضها. وتحت تهديد قادة الانتفاضة، تم حل الدوريات الرياضية. والسفر بين المدن محفوف بالمخاطر، وغالبًا ما يُمنع بموجب لوائح الجيش. ولم يعد معظم الفلسطينيين يزورون دور السينما أو الحدائق أو غيرها من المعالم السياحية داخل إسرائيل، لأسباب سياسية وأمنية." صرح جميل أبو طعمة، مدير مدرسة المأمونية الثانوية في القدس الشرقية، قائلاً: "لقد أغلقت المدارس، ولكن هل يعني هذا أن الانتفاضة قد انتهت؟... لو كانت المدارس مفتوحة، لكان الوضع أكثر هدوءًا لأننا كنا نستطيع إبقاء الطلاب مشغولين بشيء ما".

## التعليم العالي

### إغلاق الجامعات
في 10 يناير 1988، أمرت الحكومة الإسرائيلية بإغلاق جامعة بيرزيت إلى أجل غير مسمى، بعد أن رفضت إدارة الجامعة طلبًا إسرائيليًا بإغلاقها طواعية. وفي الأسابيع الثلاثة التالية، أصدرت الحكومة الإسرائيلية أوامر بإغلاق جميع الجامعات والكليات الفلسطينية الأخرى إلى أجل غير مسمى. وزعمت الحكومة الإسرائيلية أن الإغلاقات كانت ضرورية لمنع الاضطرابات والعنف. كما تم وضع عدد من طلاب الجامعات وموظفيها رهن الاعتقال الإداري أو استهدافهم بأوامر الترحيل من قبل الجيش الإسرائيلي طوال الانتفاضة. وبحسب بيني جونسون من جامعة بيرزيت، فإن "إغلاق جميع المؤسسات التعليمية كان أمراً غير مسبوق، ويوضح خطورة الوضع في نظر الجيش".
وقد كان لأوامر الإغلاق تأثير سلبي كبير على التعليم العالي والبحث العلمي في فلسطين. بينما كانت الجامعات مغلقة، مُنعت الإدارة وأعضاء هيئة التدريس من دخول الحرم الجامعي. وفقًا لجويل برينكلي من صحيفة نيويورك تايمز : "يُحرم آلاف خريجي المدارس الثانوية من التعليم العالي. تُغلق المختبرات في وجه العلماء، وتُحظر على المعلمين والطلاب وعامة الناس الوصول إلى المكتبات التي تحتوي على عشرات الآلاف من المجلدات. لقد دُمر اقتصادٌ بأكمله – شركات النقل والمتاجر والمطاعم، وحتى الحلاقون – الذي كان يخدم طلاب الجامعات الفلسطينيين." واضطرت الجامعات أحيانًا إلى إلغاء مؤتمرات وبرامج تبادل طلابي مُخطط لها.
وفي عام 1990 سمح بإعادة فتح جامعة القدس وجامعة بيت لحم. أُمر بإغلاق الجامعتين مرة أخرى في يناير 1991، كجزء من حظر التجوال في حرب الخليج؛ وسُمح بإعادة فتحهما في منتصف مارس 1991. في الأول من مايو/أيار 1991، سمحت الحكومة الإسرائيلية لجامعة الخليل بإعادة فتح أبوابها، في حين أعلنت الحكومة أن إغلاق جامعة بيرزيت سوف يستمر، حيث صرحت وزارة الدفاع بأن "نجاح عملية إعادة الفتح يعتمد على حقيقة أن هذه الجامعة سوف تظل مؤسسة أكاديمية فحسب، وليس مركزاً لتوليد العنف والفوضى".
وفي مايو/أيار 1991، أبلغت الحكومة الإسرائيلية إدارات الجامعات الفلسطينية المغلقة المتبقية بضرورة البدء في أعمال الإصلاحات والاستعدادات الأخرى اللازمة لعودة الطلاب إلى الحرم الجامعي. وفي خريف عام 1991، سُمح بإعادة فتح جامعة النجاح الوطنية والجامعة الإسلامية في غزة.
كانت جامعة بيرزيت آخر جامعة فلسطينية يُسمح لها بإعادة فتح أبوابها، حيث سمحت لها الحكومة الإسرائيلية بإعادة فتح كل كلية على حدة مؤقتًا في أواخر أبريل/نيسان 1992، بدءًا بكليتي العلوم والهندسة.

### الدوافع الإسرائيلية وراء الإغلاقات
وبحسب سامح حلاق من جامعة القدس، فإن "الإدارة المدنية الإسرائيلية والجيش الإسرائيلي اعتبرا أن إدارات الجامعات مسؤولة بشكل مباشر عن سلوك الطلاب".
في مايو/أيار 1988، صرّح متحدث عسكري إسرائيلي بأن الجامعات الفلسطينية "كانت تقليديًا بؤرة للاحتجاجات المناهضة لإسرائيل". وفي مايو/أيار 1991، صرّح العميد فريدي زاك، نائب منسق أنشطة الحكومة في الأراضي الفلسطينية، قائلاً: "لسنا ضد التعليم. ولكن عندما اندلعت الانتفاضة قبل ثلاث سنوات، كانت الجامعات بؤرًا للعنف".

### ردود الفعل
في مايو/أيار 1991، زعم غابي برامكي، القائم بأعمال رئيس جامعة بيرزيت، أن الحكومة الإسرائيلية "تستخدم الجامعات لابتزاز المجتمع الفلسطيني بأكمله"، مضيفًا أن "الضرر الحقيقي يكمن في عدم إعداد الإسرائيليين لشركاء المستقبل. السبب الرئيسي للإغلاق، بالطبع، هو العقاب. لكن هدفنا الأساسي هو إعداد الشباب الفلسطيني للقيادة. لذا، ستكون النتيجة أن الإسرائيليين لن يجدوا من يتحدثون إليه، وكلما طال هذا الوضع، ازداد الوضع سوءًا". وحذرت هافا لازاروس يافه من الجامعة العبرية في القدس من أنه "إذا أبقينا الجامعات مغلقة، سينمو القادة في السجون. من الأفضل أن ندع القيادة الفلسطينية المستقبلية تنمو في الجامعات بدلًا من أن تنمو في السجون بسبب الإحباط والغضب".

### الاحتجاجات والتعليم البديل
كما هو الحال في المدارس الابتدائية والثانوية، نظّم أساتذة الجامعات والكليات في فلسطين عددًا من مبادرات التعليم البديل سعيًا لمواصلة التدريس خلال فترة الإغلاق. وكثيرًا ما اضطر الطلاب إلى تغطية كتبهم المدرسية وإخفاءها عند توجههم إلى الفصول الدراسية السرية، تفاديًا لمصادرة الجنود الإسرائيليين لها. ومع ذلك، عانت المبادرات الجامعية البديلة في كثير من الأحيان من عدم القدرة على الوصول إلى المعدات الضرورية، مثل المختبرات العلمية والكمبيوترية، فضلاً عن عدم القدرة على الوصول إلى المكتبات الأكاديمية. كما شارك طلاب وأساتذة الجامعات في مبادرات التدريس الشعبية لطلاب المدارس الابتدائية والثانوية، من خلال تنظيم وإعطاء الدروس في مدنهم.
كما نظم الطلاب والأكاديميون الفلسطينيون عدداً من الاحتجاجات ضد إغلاق الجامعات، بما في ذلك الاعتصامات أمام نقطة التفتيش العسكرية الإسرائيلية التي تسد الطريق إلى الحرم الجامعي، والمظاهرات في مراكز المدن الجامعية، ومحاولات التسلل عبر الجيش الإسرائيلي وإقامة الدروس داخل الحرم الجامعي في تحد لأوامر الإغلاق.
وقد أثارت أوامر الإغلاق، فضلاً عن تاريخ إغلاق الجامعات الفلسطينية في سبعينيات وثمانينيات القرن العشرين (مثل جامعة بيرزيت، التي أغلقت أربع عشرة مرة بين أواخر عام 1973 ومنتصف عام 1987)، نقاشات داخل المجتمع الأكاديمي الفلسطيني حول الإصلاحات الجامعية المحتملة لتقليل تأثير الإغلاقات المستقبلية. وقد تم النظر في إصلاحات مثل التحول إلى نموذج أكاديمي حيث كان الحضور المتكرر للفصول الدراسية أقل ضرورة، مستوحى من النموذج البريطاني، أو حيث تم تقسيم الفصول الدراسية إلى وحدات أقصر وأكثر كثافة، أو إنشاء جامعة فلسطينية مفتوحة. كانت مسألة كيفية قبول ونقل طلاب المدارس الثانوية الذين تخرجوا خلال الانتفاضة إلى الجامعات أيضًا موضوعًا للنقاش الكبير، حيث تعرض كل من التعليم الثانوي والعالي لاضطرابات شديدة. كما حثت القيادة الوطنية الموحدة أثناء إغلاق الجامعات الأكاديميين على توثيق الانتفاضة ومحاولة استخدام اتصالاتهم في الخارج لنشر الحملة الإسرائيلية على الانتفاضة، خاصة وأن الصحف الفلسطينية المحلية كانت تخضع في كثير من الأحيان للرقابة العسكرية أثناء الانتفاضة.